# Магнус I (король Норвегії)
Магнус I Добрий (квітень/червень 1024 — 25 жовтня 1047) — король Норвегії (1035—1047) та Данії (1042—1047). Також відомий як Магнус Чесний та Магнус Олафссон.

## Біографія
Він був побічним сином короля Олафа II Норвезького (Святого). Коли у 1028 році Олафа було позбавлено влади Канутом Великим, то мати Магнуса відвезла його з іншими дітьми до Києва. Магнус ріс разом з Єлизаветою Ярославною у дворі у Ярослава Мудрого у Києві.
У «Сазі про Магнуса Доброго» скальди повідомили, що 1034 року норвезькі гевдінги Ейнар Тамбарскельфір та Кальв Арнарсон прибули по нього до Ладоги, звідки вислали гінців до Ярослава Мудрого у Києві. Після отримання листів безпеки вони прибули до князя та мали у нього аудієнцію.
У 1035 році Магнус повернувся до Норвегії, де його було короновано, а у 1042 він став королем Данії.
Гарольд Сіґурдссон, зведений брат Олаф II Гарольдссона, у супроводі загартованих у боях воїнів, із великими багатствами та золотом повернувся у Норвегію. Спершу він уклав союз із Свейном, а потім рушив далі, і в 1046 році зустрівся з Магнусом, вимагаючи спадщину після свого брата.
Магнус погодився поділити королівство з дядьком. «Угода в Окері» (норв. Forliket på Åker) — це важлива подія в історії Норвегії, що відбулася поблизу Гамару. Ця угода стала ключовим моментом у процесі централізації королівської влади в Норвегії. Саме тут Гарольда визнали співправителем. Ця угода згадується як у Heimskringla, так і в «Історії Норвегії» Теодоріка Монаха, а також у Fagerskinna та Morkinskinna. Ця версія ґрунтується на описах географічних особливостей місцевості у сагах, які створюють враження, що господарство розташовувалося біля моря, а не біля озера Мйоса.

«Угода в Окері» (норв. Forliket på Åker)

Однією з умов було розірвання союзу зі Свейном. Таким чином, Норвегія фактично стала королівством із двома співправителями. Скальд Больверк Арнорссон розповідає, що в обмін на спільну владу Гарольд поділив свої багатства з Магнусом. Проте суперечності між дядьком і небожем не зникли повністю, хоча відкритого конфлікту більше не сталося.
Наступного року Магнус упав з коня і зазнав таких тяжких травм, що незабаром помер. Про ці події згадується у середньовічних скандинавських сагах, зокрема у «Сазі про Гарольда Сміливого»
У 1047 Магнус чи то помер, чи то загинув за загадкових обставин.